# Stampa
Stampa é uma comuna da Suíça, no Cantão Grisões, com cerca de 581 habitantes. Estende-se por uma área de 94,74 km², de densidade populacional de 6 hab/km². Confina com as seguintes comunas: Bivio, Bondo, Chiesa in Valmalenco (IT-SO), Sils im Engadin/Segl, Soglio, Val Masino (IT-SO), Vicosoprano.
A língua oficial nesta comuna é o italiano.
1. ↑  «SWITZERLAND: Graubünden». City Population. 28 de agosto de 2019. Consultado em 19 de dezembro de 2019